# Aeroportul Municipal Bartlesville
Aeroportul Municipal Bartlesville (IATA: BVO, ICAO: KBVO, FAA LID: BVO) este un aeroport din Oklahoma, Statele Unite ale Americii ce deservește zona Bartlesville⁠(d). A fost numit după zona deservită.
Situat la o altitudine de 217 m, aeroportul dispune de 1 pistă.

## Infrastructură

### Piste
Aeroportul dispune de o singură pistă. Pista 17/35 are suprafața de beton și dimensiunile 6.850 picioare × 100 picioare. 